# Schlöglmühl
Schlöglmühl ist eine Ortschaft der Gemeinde Payerbach im Bezirk Neunkirchen in Niederösterreich.

## Geografie
Das Dorf befindet sich nördlich der Schwarza auf einer Schotterfläche. Im Süden führt die Höllental Straße am Ort vorüber, von welcher der Ort über eine Nebenstraße erreicht werden kann. Außerdem liegt der Ort an der Südbahn und verfügt über eine eigene Haltestelle.

## Geschichte
Laut Adressbuch von Österreich waren im Jahr 1938 in Schlöglmühl ein Arzt, ein Bäcker, ein Fleischer, ein Friseur, zwei Gastwirte, zwei Gemischtwarenhändler, ein Holzhändler, ein Rohproduktehändler, eine Schneiderin und vier Viktualienhändler ansässig. Zudem bestand hier ein Werk der Neusiedler Papierfabriks AG, das 1982 geschlossen wurde.